# إدوارد تي بي غراهام
إدوارد تي بي غراهام (بالإنجليزية: Edward T. P. Graham) هو مهندس معماري أمريكي، ولد في 1872، وتوفي في 1964.

## معرض صور

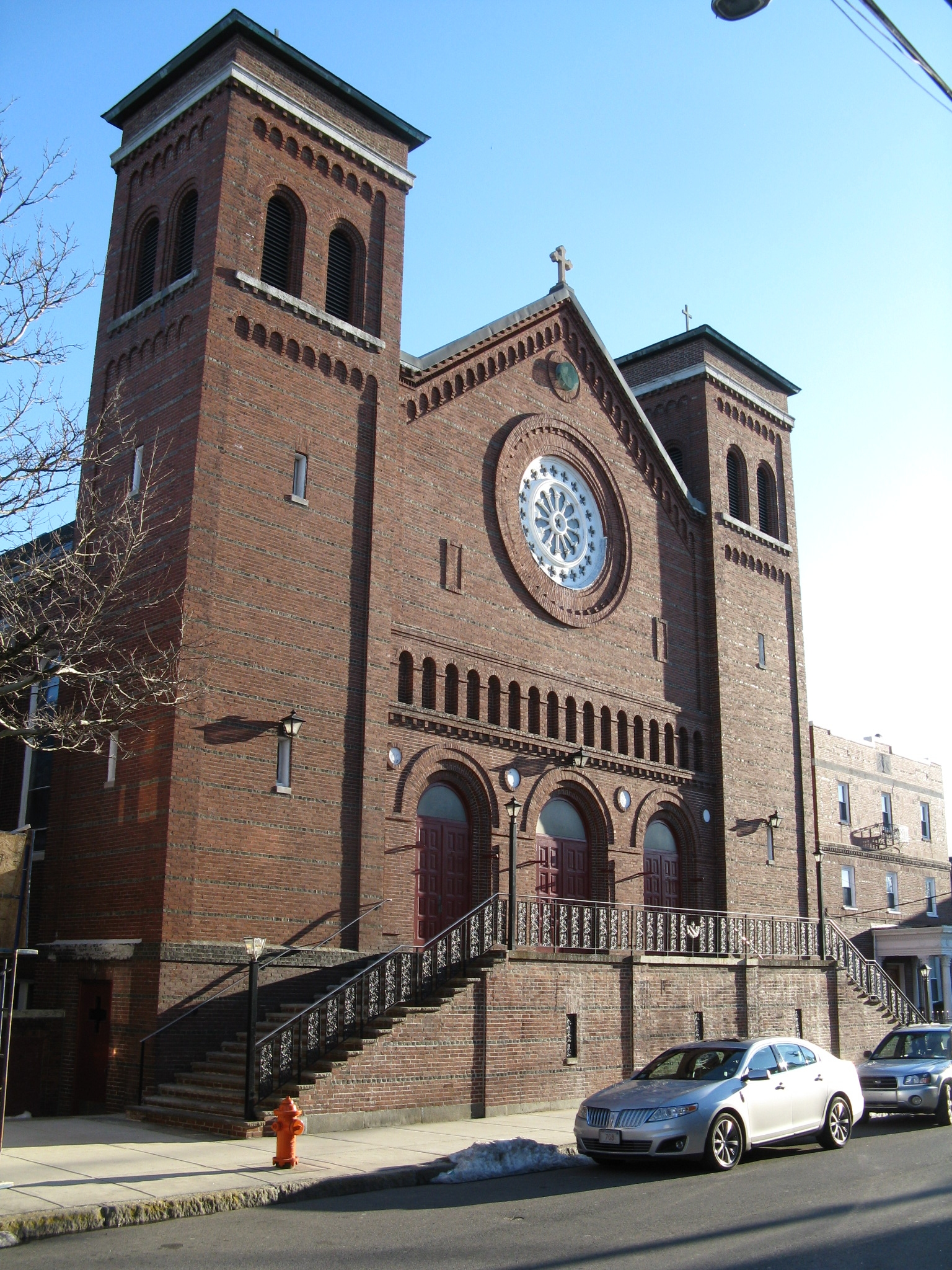
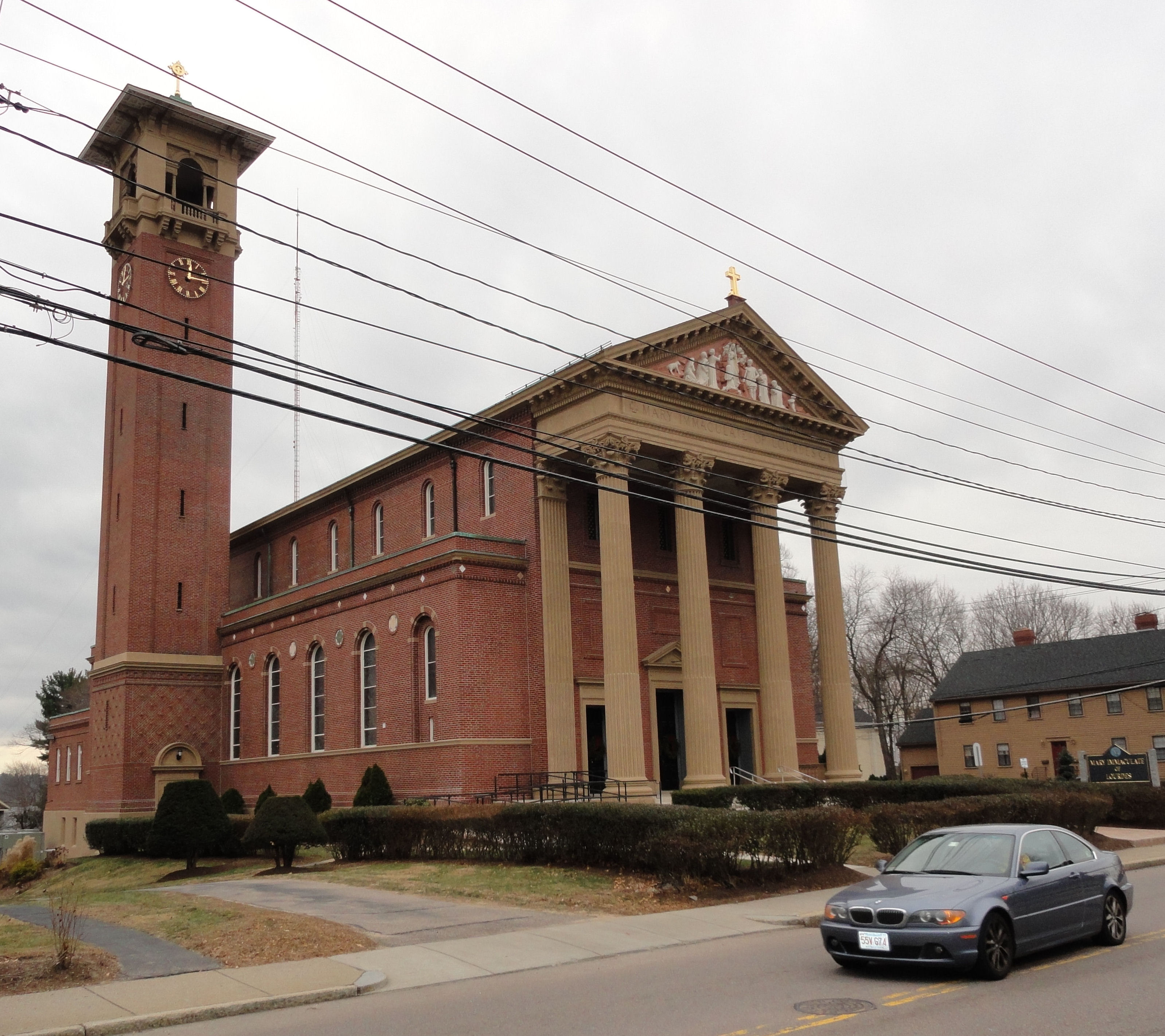
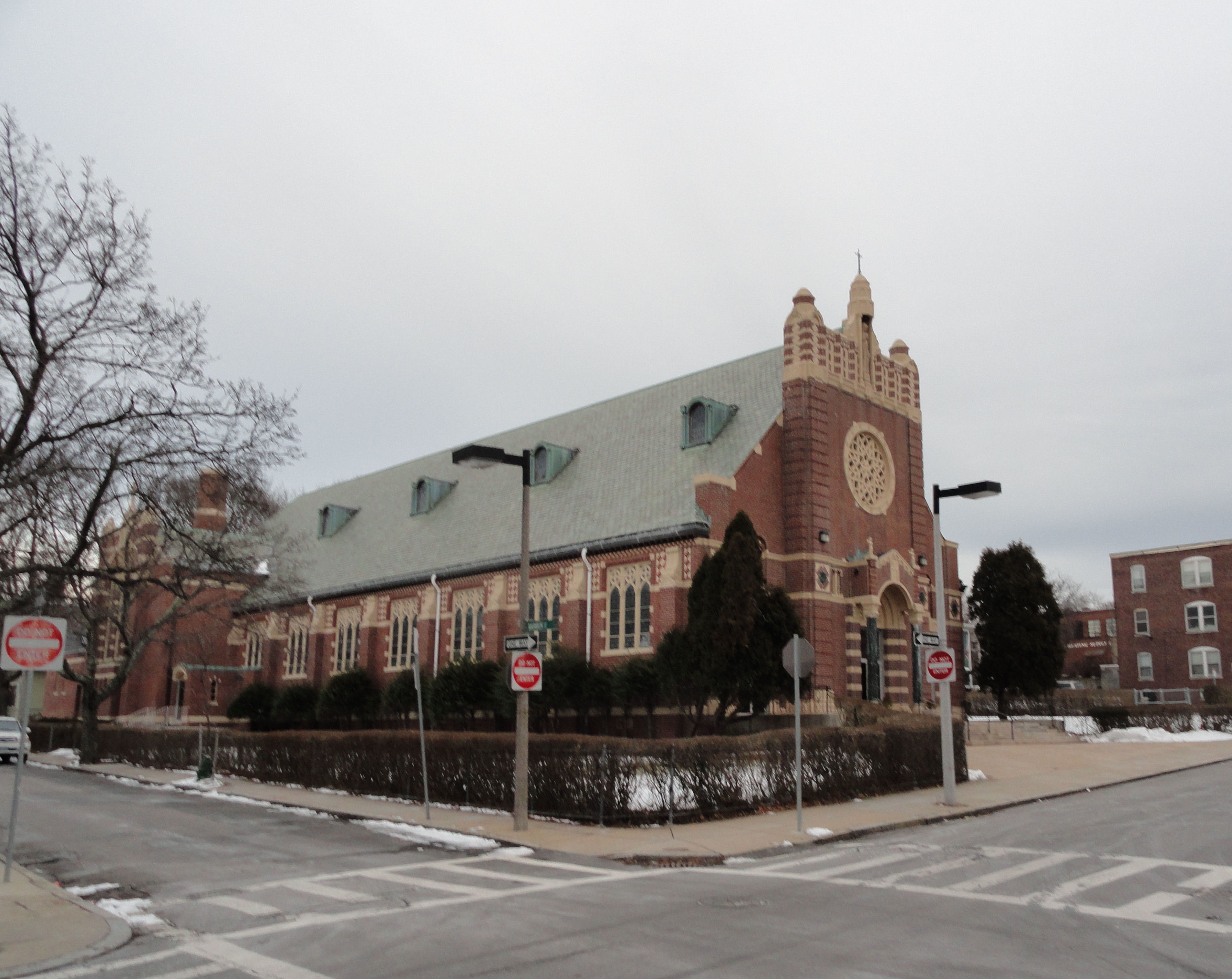
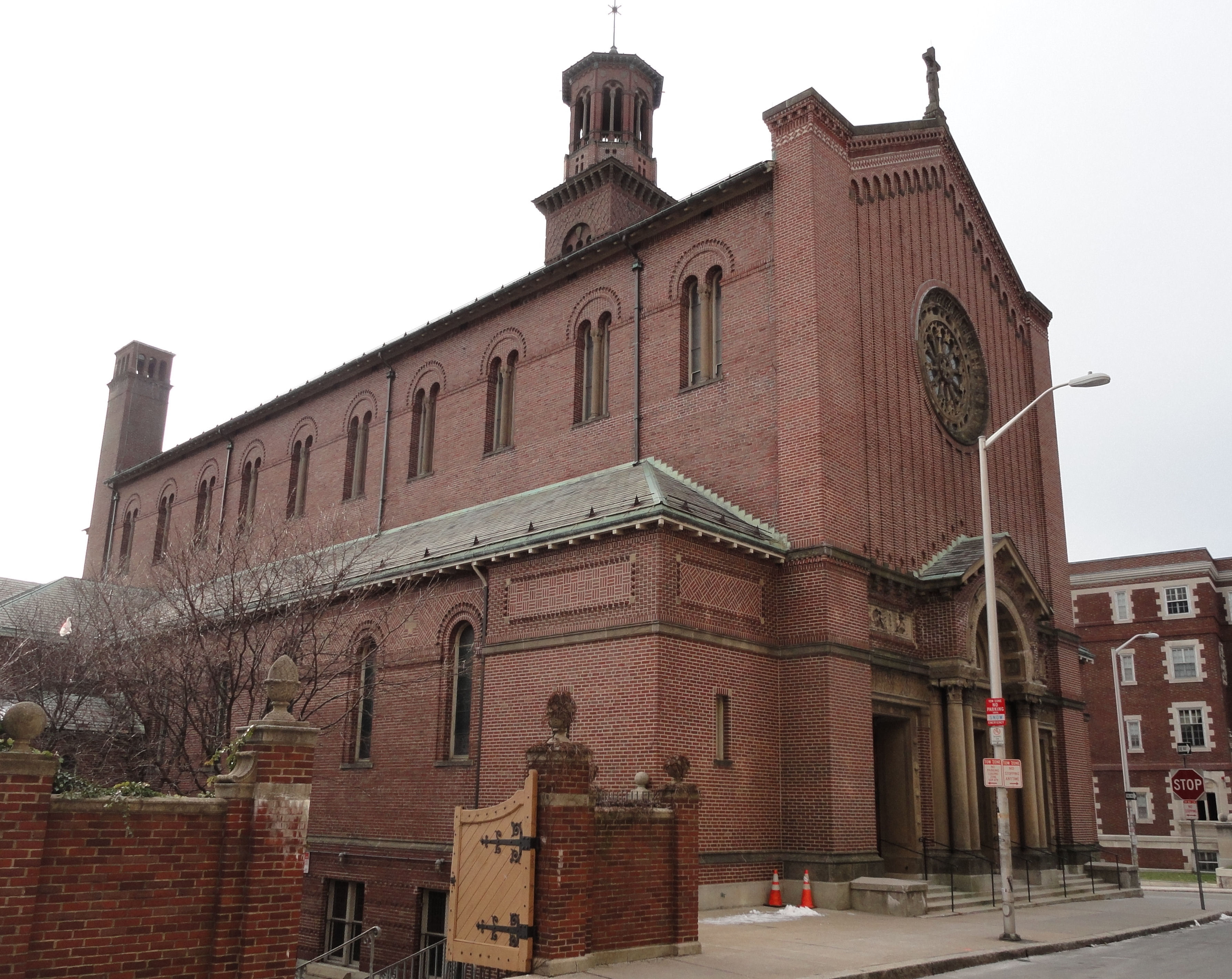